# Sjöslaget vid Kronstadt
Sjöslaget vid Kronstadt, även kallat sjöslaget vid Styrsudden eller slaget vid Krasnaja Gorka (ryska: Красногорское сражение, Krasnogorskoje srazjenie) , var ett sjöslag 3-4 juni 1790 mellan svenska och ryska flottorna under Gustav III:s ryska krig. Svensk befälhavare var hertig Karl av Södermanland.

## Slaget
Striden varade i fyra timmar med personella förluster på båda sidor, och återupptogs igen dagen därpå. Flera av de svenska skeppen var nu i behov av reparationer och manskapet av vila och efter att den ryska Revaleskadern siktats beslöt kungen att flottan skulle löpa in till Björkö och den 6 juni ankrade man vid Vidskären. Striden slutade taktiskt oavgjort utan att någon sida förlorat något skepp - men som en rysk strategisk seger eftersom svenska flottan fördröjts och den ryska Kronstadtflottan nu kunde återförenas med Revaleskadern. Den svenska flottan blev nu instängd i Viborgska viken och mynnade ut i flottans utbrytning, det så kallade Viborgska gatloppet.